# Demostene
Demostene sau Demosthenes (n. 384 î.Hr., Upper Paiania⁠(d), inland trittys⁠(d), Atena clasică – d. 12 octombrie 322 î.Hr., Poros⁠(d), Administrația descentralizată a Atticii⁠(d), Grecia) a fost un om politic și orator atenian. A fost considerat cel mai mare orator al Antichității, fiind imitat până în Epoca Modernă.

## Date biografice
Demostene s-a născut la Atena în anul 384 î.Hr. într-o familie înstărită. Tatăl său, numit tot Demostene, era proprietarul unui atelier de armurărie. La moartea acestuia, copilul Demostene și sora sa au moștenit o avere considerabilă care le-a asigurat o existență onorabilă.
La vârsta de 30 de ani, Demostene se implică din ce în ce mai activ în problemele statului și, în mod deosebit, se opune, prin conducerea partidei antimacedonene, politicii promovate de regele Filip al II-lea al Macedoniei. Aceste critici apar într-o serie de discursuri pe care Demostene le-a rostit în cadrul Adunării Poporului, numite Filipicele (în greacă: He Boule) .
Demostene s-a bîlbîit din copilărie și pronunța incorect sunetele, dar avea o dorință mare de a deveni orator și prin exerciții aceasta i-a reușit.

## Cariera politică
Demostene a luptat ca hoplit în Bătălia de la Cheroneea⁠(en)[traduceți] (338 î.Hr.) în care s-au înfruntat armata lui Filip al II-lea compusă din 30.000 de pedeștri și 2.000 de călăreți și forțele unite ale aliaților (ale atenienilor și ale tebanilor). În urma acestei bătălii, statele grecești și-au pierdut libertatea și independența, puterea fiind concentrată în mâinile unor mici partide de aristocrați, adepți ai Macedoniei.
La doi ani după înfrângerea suferită de atenieni, în anul (336 î.Hr.) moare Filip al II-lea. Demostene este chemat din nou la putere, iar în cetățile grecești s-a dezlănțuit mișcarea antimacedoneană. În acest scop, atenienii au intrat în contact inclusiv cu perșii, în ideea unei alianțe orientată împotriva lui Alexandru cel Mare, care inițiază o campanie militară împotriva perșilor. Alexandru cel Mare îi învinge pe perși în bătăliile de la Granicus (334 î.Hr.) și Issos (333 î.Hr.), după care distruge complet armata persană lângă Gaugamela, cucerește orașul Babilon și intră în posesia tuturor avuțiilor persane.
În acest timp, la Atena revine la putere partida filomacedoneană care a căutat să se răzbune pe Demostene, marele orator. Acest conflict a fost declanșat de unul dintre partizanii partidului popular care propusese ca Demostene să fie încununat cu o coroană de aur pentru înaltele sale merite civile, inițiativă care fusese încuviințată și de Adunarea Poporului. Partizanii Macedoniei au protestat, iar Eschine a prezentat curții cu jurați o reclamație împotriva hotărârii Adunării Poporului, prin care arăta că această decizie nu este justă și că Demostene nu merită câtuși de puțin o distincție atât de înaltă. Procesul a fost câștigat de Demostene prin celebra sa pledoarie Asupra coroanei în care a făcut o trecere în revistă a întregii sale activități pentru binele patriei și a zugrăvit în culori vii acțiunile trădătoare ale lui Eschine. Eschine a fost amendat și obligat să meargă pe calea exilului.
Câțiva ani mai târziu, la 12 octombrie 322 î.Hr., Demostene s-a sinucis, otrăvindu-se, pentru a nu cădea în mâinile macedonenilor.